# Mame Thiam
Mame Baba Thiam (Nguidile, 9 ottobre 1992) è un calciatore senegalese, attaccante dell'Eyüpspor. Con la nazionale senegalese si è laureato campione d'Africa nel 2022.

## Carriera

### Club
Cresce nelle giovanili di Treviso, Inter e Sassuolo.
Dopo essere stato ceduto in comproprietà al Sassuolo dal club meneghino, il 30 agosto 2011 si trasferisce in prestito all'Avellino, squadra con cui mette a segno 4 reti in 26 partite di Lega Pro. Nella stagione successiva passa, sempre in prestito, al Südtirol dove colleziona complessivamente 30 presenze e 5 reti. Il 15 luglio 2013 passa in comproprietà tra Juventus e Virtus Lanciano, che verrà poi rinnovata anche per la stagione successiva. Con gli abruzzesi debutta in Serie B il 20 settembre, nella partita esterna contro il Latina. Dopo soli quattro giorni, alla sua seconda presenza, realizza il suo primo gol in Juve Stabia-Virtus Lanciano 0-1. Nel biennio a Lanciano, realizza 12 reti in 59 partite giocate.
Il 25 giugno 2015 viene acquistato dalla Juventus che riscatta la comproprietà del cartellino. Il 28 luglio viene quindi ceduto in prestito con diritto di riscatto allo Zulte Waregem, squadra del campionato belga.
Il 31 agosto 2016 viene ufficializzato il suo trasferimento, sempre a titolo temporaneo, al PAOK Salonicco. Dopo aver collezionato una sola presenza in campionato nei primi mesi in Grecia (8 totali comprendendo anche l'Europa League e la Coppa di Grecia), il 13 gennaio 2017 si trasferisce in prestito con diritto di riscatto all'Empoli. Segna il suo unico gol in maglia azzurra il 23 aprile nella vittoria esterna col Milan per 2-1, realizzando il gol decisivo. A fine stagione, però, l'Empoli retrocede e Thiam non viene riscattato, tornando così alla Juve, dove resta anche dopo il calciomercato estivo non avendo trovato una nuova squadra. Tuttavia, poche settimane dopo il contratto viene rescisso e Thiam rimane svincolato.
Nel febbraio 2018 firma con gli iraniani dell'Esteghlal. Nell'agosto 2018 è passato all'Ajman, militante nella prima divisione degli Emirati Arabi Uniti.
Il 1º luglio 2019 si trasferisce a parametro zero al Kasımpaşa, società che milita nella prima divisione turca.
Il 18 agosto 2020 viene ceduto al Fenerbahçe.
Il 24 agosto 2021 viene ceduto a titolo definitivo al Kayserispor.
Nell'estate del 2024 viene ceduto definitivamente al Pendikspor, da cui si svincola dopo appena 6 mesi.

### Nazionale
Ha esordito in nazionale nel 2020; è stato convocato per la Coppa delle nazioni africane 2021.

## Statistiche

### Presenze e reti nei club
Statistiche aggiornate al 30 giugno 2024
| Stagione               | Squadra                | Campionato             | Campionato | Campionato | Coppe nazionali | Coppe nazionali | Coppe nazionali | Coppe continentali | Coppe continentali | Coppe continentali | Altre coppe | Altre coppe | Altre coppe | Totale | Totale |  |
| Stagione               | Squadra                | Comp                   | Pres       | Reti       | Comp            | Pres            | Reti            | Comp               | Pres               | Reti               | Comp        | Pres        | Reti        | Pres   | Reti   |  |
| ---------------------- | ---------------------- | ---------------------- | ---------- | ---------- | --------------- | --------------- | --------------- | ------------------ | ------------------ | ------------------ | ----------- | ----------- | ----------- | ------ | ------ |  |
| 2011-2012              | Avellino               | 1D                     | 26         | 4          | CI+CI-LP        | -               | -               | -                  | -                  | -                  | -           | -           | -           | 26     | 4      |  |
| 2012-2013              | Südtirol               | 1D                     | 27+2       | 6          | CI+CI-LP        | 1+0             | 0               | -                  | -                  |                    | -           | -           |             | 30     | 6      |  |
| 2013-2014              | Virtus Lanciano        | B                      | 21         | 3          | CI              | 1               | 0               | -                  | -                  | -                  | -           | -           | -           | 22     | 3      |  |
| 2014-2015              | Virtus Lanciano        | B                      | 34         | 8          | CI              | 2               | 1               | -                  | -                  | -                  | -           | -           | -           | 36     | 9      |  |
| Totale Virtus Lanciano | Totale Virtus Lanciano | Totale Virtus Lanciano | 55         | 11         |                 | 3               | 1               |                    | -                  | -                  |             | -           | -           | 58     | 12     |  |
| 2015-2016              | Zulte Waregem          | D1                     | 27+1       | 9          | CB              | 1               | 0               |                    | -                  | -                  | -           | -           | -           | 29     | 9      |  |
| 2016-gen. 2017         | PAOK Salonicco         | SL                     | 1          | 0          | CG              | 2               | 0               | UEL                | 5                  | 0                  | -           | -           | -           | 8      | 0      |  |
| gen.-giu. 2017         | Empoli                 | A                      | 15         | 1          | CI              | -               | -               | -                  | -                  | -                  | -           | -           | -           | 15     | 1      |  |
| lug.-set. 2017         | Juventus               | A                      | -          | -          | CI              | -               | -               | UCL                | -                  | -                  | SI          | -           | -           | 0      | 0      |  |
| feb-giu. 2018          | Esteghlal              | PL                     | 6          | 4          | HC              | 1               | 1               | AFC                | 6                  | 7                  | -           | -           | -           | 13     | 12     |  |
| 2018-2019              | Ajman                  | GL                     | 26         | 13         | CG              | 2               | 0               | -                  | -                  | -                  | -           | -           | -           | 28     | 13     |  |
| 2019-2020              | Kasımpaşa              | SL                     | 25         | 11         | TK              | 2               | 1               | -                  | -                  | -                  | -           | -           | -           | 27     | 12     |  |
| 2020-2021              | Fenerbahçe             | SL                     | 30         | 6          | TK              | 4               | 2               | -                  | -                  | -                  | -           | -           | -           | 34     | 8      |  |
| 2021-2022              | Kayserispor            | SL                     | 24         | 11         | TK              | 3               | 1               | -                  | -                  | -                  | -           | -           | -           | 27     | 12     |  |
| 2022-2023              | Kayserispor            | SL                     | 27         | 8          | TK              | 3               | 0               |                    | -                  | -                  |             | -           | -           | 30     | 8      |  |
| 2023-gen.2024          | Kayserispor            | SL                     | 19         | 11         | TK              | 0               | 0               |                    | -                  | -                  |             | -           | -           | 19     | 11     |  |
| Totale Kayserispor     | Totale Kayserispor     | Totale Kayserispor     | 70         | 30         |                 | 6               | 1               |                    | -                  | -                  |             | -           | -           | 76     | 31     |  |
| gen.-giu.2024          | Pendikspor             | SL                     | 17         | 6          | TK              | 1               | 0               |                    | -                  | -                  |             | -           | -           | 18     | 6      |  |
| Totale carriera        | Totale carriera        | Totale carriera        | 328        | 101        |                 | 23              | 6               |                    | 11                 | 7                  |             | -           | -           | 362    | 114    |  |

### Cronologia presenze e reti in nazionale
| Cronologia completa delle presenze e delle reti in nazionale ― Senegal | Cronologia completa delle presenze e delle reti in nazionale ― Senegal | Cronologia completa delle presenze e delle reti in nazionale ― Senegal | Cronologia completa delle presenze e delle reti in nazionale ― Senegal | Cronologia completa delle presenze e delle reti in nazionale ― Senegal | Cronologia completa delle presenze e delle reti in nazionale ― Senegal | Cronologia completa delle presenze e delle reti in nazionale ― Senegal | Cronologia completa delle presenze e delle reti in nazionale ― Senegal |
| Data                                                                   | Città                                                                  | In casa                                                                | Risultato                                                              | Ospiti                                                                 | Competizione                                                           | Reti                                                                   | Note                                                                   |
| ---------------------------------------------------------------------- | ---------------------------------------------------------------------- | ---------------------------------------------------------------------- | ---------------------------------------------------------------------- | ---------------------------------------------------------------------- | ---------------------------------------------------------------------- | ---------------------------------------------------------------------- | ---------------------------------------------------------------------- |
| 9-10-2020                                                              | Rabat                                                                  | Marocco                                                                | 3 – 1                                                                  | Senegal                                                                | Amichevole                                                             | -                                                                      | 55’                                                                    |
| 30-3-2021                                                              | Thiès                                                                  | Senegal                                                                | 1 – 1                                                                  | eSwatini                                                               | Qual. Coppa d'Africa 2021                                              | -                                                                      |                                                                        |
| 8-6-2021                                                               | Thiès                                                                  | Senegal                                                                | 2 – 0                                                                  | Capo Verde                                                             | Amichevole                                                             | -                                                                      | 86’                                                                    |
| 14-1-2022                                                              | Bafoussam                                                              | Senegal                                                                | 0 – 0                                                                  | Guinea                                                                 | Coppa d'Africa 2021 - 1º turno                                         | -                                                                      | 74’                                                                    |
| Totale                                                                 |                                                                        | Presenze                                                               | 4                                                                      |                                                                        | Reti                                                                   | 0                                                                      |                                                                        |

## Palmarès

### Nazionale
- Coppa d'Africa: 1

Camerun 2021